# جيل بايدن
جيل تريسي جاكوبس بايدن (بالإنجليزية: Jill Biden) (جيل ستيفنسون سابقًا، وجاكوبس قبل الزواج، من مواليد 3 يونيو من عام 1951) هي أستاذة جامعية أمريكية كانت السيدة الأولى للولايات المتحدة من عام 2021 إلى عام 2025 ، وكانت السيدة الثانية للولايات المتحدة من عام 2009 إلى عام 2017. وهي زوجة جو بايدن، الرئيس الأمريكي السادس والأربعين، ونائب رئيس الولايات المتحدة السابع والأربعين.
ولدت بايدن في بلدية هامنتون بولاية نيوجيرسي الأمريكية، ونشأت في منطقة ويلو غروف بمقاطعة مونتغومري بولاية بنسلفانيا. تزوجت جيل جو بايدن في عام 1977، وأصبحت زوجة أب لابنيه الصغار من زواجه الأول، بو وهنتر، اللذان توفيت والدتهما وشقيقتهما الرضيعة في حادث سيارة عام 1972. أنجب جو وجيل بايدن، عام 1981، ابنتهما الوحيدة، آشلي.
حازت جيل بايدن على درجة البكالوريوس من جامعة ديلاوير، وعلى درجتي الماجستير من جامعة ويست تشيستر ومن جامعة فيلانوفا، وعلى درجة الدكتوراه من جامعة ديلاوير. درّست جيل قراءة اللغة الإنجليزية في المدارس الثانوية لمدة ثلاثة عشر عامًا، كما درّست المراهقين من ذوي الاضطرابات العاطفية في إحدى المستشفيات المتخصصة بالأمراض النفسية. عملت جيل بين عامي 1993 و 2008 في تدريس اللغة الإنجليزية وكتابتها في كلية ديلاوير الفنية والمجتمعية. منذ عام 2009، عملت جيل كأستاذة للغة الإنجليزية في كلية شمال فيرجينيا المجتمعية، ويعُتقد بأنها أول سيدة ثانية للولايات المتحدة تعمل مقابل أجر مادي في الفترة التي يشغل فيها زوجها منصب نائب الرئيس. أسست جيل منظمة بايدن غير الربحية لصحة الثدي، وشاركت في تأسيس برنامج أصدقاء الكتاب، وشاركت أيضًا في تأسيس مؤسسة بايدن، وتعمل بايدن كناشطة في منظمة أحذية ديلاوير على الأرض، وشاركت في تأسيس مشروع القوات المشاركة إلى جانب ميشيل أوباما.

## نشأتها
ولدت جيل تريسي جاكوبس في 3 يونيو من عام 1951 في بلدية هامنتون بولاية نيوجيرسي الأمريكية. تنقلت العائلة خلال فترة الطفولة المبكرة لجيل عدة مرات، وقضت جيل، مع أخواتها الأربعة، معظم طفولتها في منطقة ويلو غروف بولاية بنسلفانيا. كان والد جيل، دونالد سي جاكوبس (من مواليد عام 1927، وتوفي عام 1999) يعمل كأمين صندوق في بنك، وأصبح في فترة لاحقة من حياته رئسيًا لقسم المدخرات والقروض في حي تشيستنات هيل في فيلادلفيا. كان اسم العائلة أصلًا، جياكوبا، قبل أن يحوله جدّها الإيطالي إلى اللغة الإنجليزية. كانت والدة جيل، بوني جين (جودفري، وتقول بعض المصادر أن كنيتها بوردمان) جاكوبس (من مواليد عام 1930 وتوفيت عام 2008)، ربة منزل. بسبب نشأتها في المناطق الحضرية من ولاية بنسلفانيا، اكتسبت جيل -إلى حد ما- لكنةً خاصة بالولاية واهتمامًا طويل الأمد بالفرق الرياضية الخاصة بولاية فيلادلفيا. لم تكن أسرة جاكوبس متدينة بشكل بارز، لكن، التحقت جيل في الصف التاسع بدروس الكنيسة المشيخية بقرار شخصي منها.
كانت جاكوبس تنوي دائمًا الحصول على وظيفة تمنحها الاستقلال المادي، فبدأت في سن الخامسة عشر العمل كنادلة في منطقة جيرسي شور. التحقت جيل بمدرسة أبر مورلاند الثانوية، حيث وُصفت بالطالبة المتمردة بعض الشيء، واستمتعت بحياتها الجتماعية، وكانت تحب دروس اللغة الإنجليزية. تخرجت جاكوبس من المدرسة الثانوية عام 1969.

## تعليمها وحياتها المهنية وزواجها وأسرتها
التحقت جاكوبس في كلية برانديواين الإعدادية في بنسلفانيا لفصل دراسي واحد فقط. كانت لدى جاكوبس نية لدراسة تسويق الأزياء، إلا أنها وجدت، فيما بعد، أن هذا الاختصاص غير مرضٍ بالنسبة لها. تزوجت جيل بيل ستيفنسون، لاعب كرة قدم جامعي سابق، في شهر فبراير من عام 1970، وأصبحت بعدها تُعرف باسم جيل ستيفنسون. افتتح بيل ستيفنسون، بعد عامين اثنين من زواجه بجيل بايدن، حانة ستون بالون في مدينة نيوارك بولاية ديلاوير الأمريكية، بالقرب من جامعة ديلاوير، وأصبحت واحدة من أنجح الحانات الجامعية في الدولة وأحيي فيها العديد من الفنانين حفلاتٍ موسيقية.
انتقلت جيل ستيفنسون إلى جامعة ديلاوير باختصاص اللغة الإنجليزية. وأخذت بعدها إجازة لمدة عام واحد من الكلية، وأنجزت بعض أعمال المتعلقة بعرض الأزياء لوكالة محلية في ويلمنغتون. تراجعت العلاقة التي جمعت جيل مع زوجها ستيفنسون شيئًا فشيئًا، إلى أن انفصلا خلال عام 1974.
التقت جيل بالسيناتور جو بايدن في شهر مارس من عام 1975، في موعد أعمى دبره شقيق جو، فرانك، وكان جو قد شاهد صورة لجيل في أحد الإعلانات المحلية. على الرغم من أن جو يكبر جيل بتسعة سنوات، لكنها أُعجبت بمظهره الرسمي وأخلاقه التي تميزت عن أخلاق رجال الجامعة الذين تعرفهم. بعد أول موعد لهما، قالت جيل لوالدتها: «أمي، قابلت أخيرًا رجلًا نبيلًا». كانت جيل، في تلك الفترة، ما تزال تجري معاملات الطلاق المتعثرة مع زوجها السابق بيل ستيفنسون. انتهت قضية الطلاق بعد حصول جيل على نصف أسهم حانة ستون بالون التي كانت ترغب بالحصول عليها. حُكم بالطلاق المدني مع التنفيذ الفوري بين جيل وبيل في شهر مايو من عام 1975.

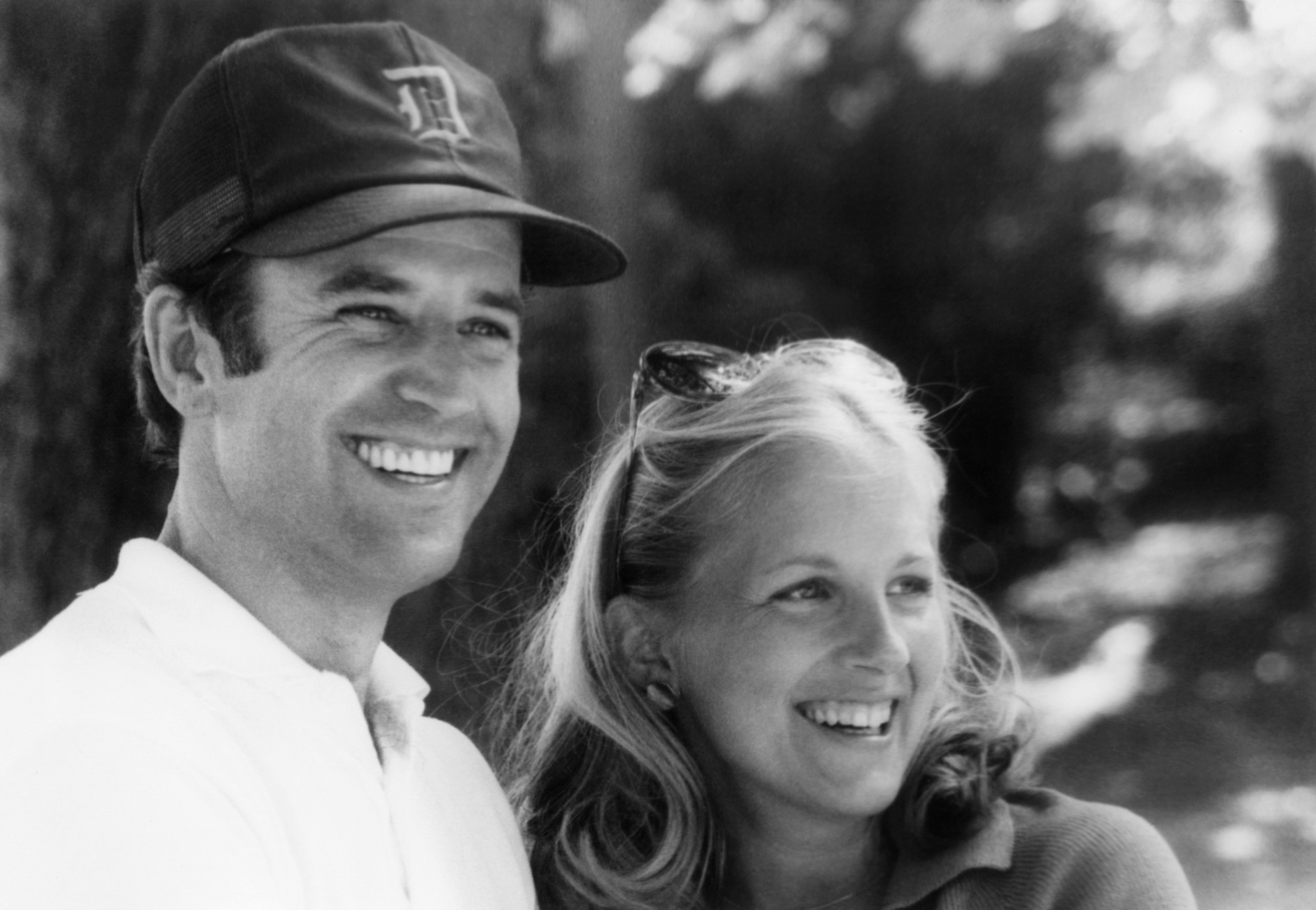
جو وجيل بعد لقائهما في سبعينيات القرن العشرين

تخرجت جيل بدرجة البكالوريوس في الآداب من جامعة ديلاوير في عام 1975، (وتشير بعض المصادر إلى أن تخرجها كان في عام 1974).  بدأت جيل حياتها المهنية كمعلمة بديلة في مدرسة ويلمينغتون، ودرّست بعدها اللغة الإنجليزية في مدرسة سانت ماركس الثانوية في مدينة ويلمنغتون بولاية كارولينا الشمالية بدوام كامل لمدة سنة واحدة. وفي تلك الفترة، أمضت جيل قرابة خمسة أشهر في العمل في مكتب مجلس الشيوخ الخاص بالسيناتو جون بايدن، واشتمل عملها على السفر بهدف القيام بحملات للتوعية في الأجزاء الجنوبية من الولاية.
تزوج جو بايدن بجيل في 17 يونيو من عام 1977 على يد كاهن كاثوليكي في كنيسة صغيرة داخل مقر الأمم المتحدة في مدينة نيويورك، وكان ذلك بعد أربع سنوات ونصف السنة من وفاة زوجة بايدن الأولى مع ابنته الرضيعة في حادث سيارة. تقدم جو بايدن لخطوبة جيل عدة مرات، إلى أن قبلت بالزواج منه في نهاية المطاف. كانت جيل تخشى الوقوع تحت دائرة الأضواء، وكانت أيضًا حريصة على مستقبلها المهني، ومترددة في تحمل مسؤوليات تربية ابني بايدن الصغار الذين نجيا من حادث السيارة.
واصلت جيل عملها في التدريس، وبدأت العمل لنيل درجة الماجستير من كلية ويست تشيستر ستيت، بمعدل مادة علمية واحدة في الفصل الدراسي الواحد. حصلت جيل على درجة الماجستير في التربية أثناء حملها، وخلال فترة تخصصها في القراءة في جامعة ويست تشيستر في عام 1981. وُلدت الابنة الأولى لجيل وجو بايدن، آشلي بليزر، في 8 يونيو من عام 1981، وتوقفت جيل عن العمل لمدة عامين اثنين للتفرغ لتربية الأطفال الثلاثة.
عادت جيل بعد ذلك إلى العمل، ودرّست اللغة الإنجليزية متخصصة في مجال القراءة، ودرّست التاريخ للطلاب ذوي الاضطرابات العاطفية. عملت جيل، خلال ثمانينيات القرن العشرين، كمدرسة ضمن برنامج اليافعين في مركز مستشفى روكفورد للطب النفسي لمدة خمس سنوات. في عام 1987، حصلت بايدن على شهادة الدراسات العاليا الثانية، الماجستير في اللغة الإنجليزية، من جامعة فيلانوفا. بعد إعلان زوجها، جو بايدن، الترشح لرئاسة الولايات المتحدة عام 1988، قالت جيل أنها ستواصل عملها في تعليم الأطفال من ذوي الاضطرابات العاطفية في حال أصبحت السيدة الأولى. بالمجمل، أمضت جيل ثلاثة عشر عامًا في مهنة التدريس في المدارس الثانوية العامة، ثلاثة منها في مدرسة كلايمونت الثانوية.